# Campionati mondiali di pentathlon moderno 2012
I campionati mondiali di pentathlon moderno 2012 si sono svolto dal 7 al 13 marzo 2012 a Roma, in Italia.

## Podi

### Maschili
| Evento      | Oro                                                        | Argento                                               | Bronzo                                                |
| Individuale | Aleksander Lesun                                           | Andrey Moiseyev                                       | Jung Jin-Hwa                                          |
| A squadre   | Italia Nicola Benedetti Riccardo De Luca Pierpaolo Petroni | Russia Ilia Frolov Sergej Karjakin Aleksander Lesun   | Corea del Sud Hong Jin-Woo Hwang Woo-Jin Jung Jin-Hwa |
| Staffetta   | Corea del Sud Hong Jin-Woo Hwang Woo-Jin Jung Jin-Hwa      | Germania Delf Borrmann Stefan Kollner Alexander Nobis | Russia Maksim Kustov Alexander Savkin Ilya Shugarov   |

### Femminili
| Evento      | Oro                                                      | Argento                                             | Bronzo                                               |
| Individuale | Mhairi Spence                                            | Chen Qian                                           | Samantha Murray                                      |
| A squadre   | Gran Bretagna Heather Fell Samantha Murray Mhairi Spence | Ungheria Leila Gyenesei Sarolta Kovács Adrienn Tóth | Cina Chen Qian Miao Yihua Zhang Ye                   |
| Staffetta   | Germania Janine Kohlmann Annika Schleu Lena Schöneborn   | Cina Qian Chen Miao Yihua Zhu Wenjing               | Gran Bretagna Katy Burke Kate French Katy Livingston |

### Misti
| Evento    | Oro                                     | Argento                                  | Bronzo                               |
| Staffetta | Ucraina Ganna Buriak Oleksandr Mordasov | Russia Svetlana Lebedeva Maxim Kuznetsov | Gran Bretagna Zhang Ye Cao Zhongrong |

## Medagliere
| Pos.   | Paese         | Oro | Argento | Bronzo | Totale |
| ------ | ------------- | --- | ------- | ------ | ------ |
| 1      | Gran Bretagna | 2   | 0       | 2      | 4      |
| 2      | Russia        | 1   | 3       | 1      | 5      |
| 3      | Germania      | 1   | 1       | 0      | 2      |
| 4      | Corea del Sud | 1   | 0       | 1      | 2      |
| 5      | Italia        | 1   | 0       | 0      | 1      |
| 5      | Ucraina       | 1   | 0       | 0      | 1      |
| 7      | Cina          | 0   | 2       | 2      | 4      |
| 8      | Ungheria      | 0   | 1       | 0      | 1      |
| Totale | Totale        | 7   | 7       | 7      | 21     |